# Подвизи дружине Пет петлића (ТВ серија)
„Подвизи дружине Пет петлића” је југословенска телевизијска серија снимљена 1982. године у продукцији Телевизије Београд.

## Улоге
| Глумац                 | Улога |
| ---------------------- | ----- |
| Милутин Бутковић       |       |
| Весна Ђапић            |       |
| Славка Јеринић         |       |
| Драган Лаковић         |       |
| Добрила Матић          |       |
| Вера Обрадовић         |       |
| Радмила Плећаш         |       |
| Јелисавета Сека Саблић |       |
| Божидар Стошић         |       |

Комплетна ТВ екипа ▼
| Редитељ    | Србољуб Станковић |
| Сценариста | Александар Вучо   |
| Композитор | Војислав Костић   |